# Ягов, Готлиб фон
Го́тлиб фон Я́гов (нем. Gottlieb von Jagow; 22 июня 1863, Берлин — 11 января 1935, Потсдам) — немецкий государственный деятель и дипломат. Статс-секретарь министерства иностранных дел Германии (1913—1916).

## Биография
Происходил из бранденбургской дворянской семьи. Его отец Карл фон Ягов и его старший брат Гюнтер фон Ягов были членами Немецкой консервативной партии.
Окончил Боннский университет.
Дипломатическую службу начал в 1895 году. Сначала назначен в посольство Германии в Риме, а затем в прусскую дипломатическую миссию в Мюнхене, а в 1897 году — при ганзейских городах в Гамбурге. Вскоре снова был переведен в Рим на должность второго секретаря посольства. После короткого пребывания в посольстве в Нидерландах в марте 1902 год получил назначение в качестве первого секретаря посольства в Италии. В 1906 году был перемещен в министерство иностранных дел в Берлине. Был личным секретарем канцлера фон Бюлова.
В 1907 году от имени Германии подписал с К. А. Губастовым секретный Петербургский протокол по балтийскому вопросу.
В 1907—1909 годах — посол в Люксембурге, в 1909—1913 годах — посол в Италии. Во время итало-турецкой войны вел важные переговоры с итальянским правительством и, по мнению ряда источников, предотвратил войну между Австро-Венгрией и Италией.
В 1913—1916 годах — статс-секретарь иностранных дел (министр иностранных дел) Германии.
Был сторонником улучшения британо-германских отношений, до начала Первой мировой войны предупреждал императора о возможном вступлении Великобритании в боевые действия на стороне Франции. При этом способствовал вступлению Германии в войну на стороне Австро-Венгрии, заключению военного союза с Турцией. Стал первым членом Имперского правительства в Берлине, который ознакомился с условиями австрийского ультиматума Сербии от 18 октября 1913 года, послужившего поводом к началу войны.
Еще до начала войны скептически относился к Плану Шлиффена и выступал против немецкого вторжения в нейтральную Бельгию, поскольку это должно было привести к вступлению в войну Великобритании. Но начальник штаба Гельмут фон Мольтке отклонил пересмотр плана. Когда после отступления Мольтке был отстранен от должности, он предложил странам Антанты заключение мира, однако они отвергли это предложение.
Был сторонником публичной идеи об «освобождении Польши» как важной причины войны с Россией. Был одним из инициаторов создания марионеточного Королевства Польского. Поддерживал план расчленения России на мелкие государства и свержения царизма. Основной угрозой Германии он считал славянский национализм и при этом вынашивал план аннексии Литвы и Курляндии.
В контексте Мексиканской революции пытался реализовать неудавшийся в итоге план вовлечения Соединённых Штатов в войну с Мексикой, чтобы тем самым предотвратить их военную поддержку стран Антанты.
После того как было принято решение о возобновлении «неограниченной подводной войны», которая означала включение в антигерманскую коалицию Соединённых Штатов и против которой выступали он сам и канцлер Теобальд фон Бетман-Гольвег, его сменил на посту статс-секретаря МИД Артур Циммерман.
После завершения войны опубликовал свои мемуары под заголовком «Истоки и начало Мировой войны» и ушел из политической жизни.

## Награды и звания
Был награжден Большим крестом Австрийского ордена Леопольда (1913) и почетным британским Королевским Викторианским орденом.

## Сочинения
- «Причины и начало мировой войны» / Ursachen and Ausbruch des Weltkrieges (1919).